# Vladimir Janković
Vladimir Janković (Belgrado, 3 de marzo de 1990) es un jugador de baloncesto greco-serbio, que pertenece a la plantilla de PAOK Salónica BC de la A1 Ethniki de Grecia. Con 2,02 metros de altura, juega en la posición de alero y ala-pívot. Es hijo del exjugador y entrenador Boban Janković.

## Trayectoria deportiva
Formado en las filas del Panionios BC, jugó una temporada en las filas del KK Mega Vizura de su país natal. Volvió a las filas del cuadro griego, en las cuales destacó, lo que provocó su fichaje por Panathinaikos. Fue campeón de Europa Sub-18 y Sub-20 con Grecia, en los que tuvo un dilatado palmarés en las categorías inferiores.
Jankovic jugó durante tres temporadas en las filas del Panathinaikos. En la última temporada apenas contó para el técnico Sasa Djordjevic y en la cual  promedió 8 puntos y 4 rebotes en la Liga Griega, y 6 tantos (40% en triples) y 2,5 rechaces en Euroliga.
En agosto de 2016 fichó or el Valencia Basket de la liga ACB española.
En noviembre de 2016 es cedido al Aris Salónica BC.
Regresó a España para disputar la temporada 2017-18 con MoraBanc Andorra, con los que tuvo unos números de 7 puntos, 3 rebotes, 2 asistencias y 8 de valoración. 
Comenzó la temporada 2018-19 con el Holargos de la liga griega, promediando 12 puntos, 6'6 rebotes y 2,1 asistencias. En diciembre de 2018, regresa por tercera vez a España para jugar en las filas de Iberostar Tenerife, aunque finalmente dio marcha atrás y continuó en Grecia.
El 24 de julio de 2021, firma por el PAOK Salónica BC de la A1 Ethniki, tras jugar dos temporadas en el AEK Atenas B.C..

## Palmarés con la selección
- Torneo Albert Schweitzer (2008):
- Europeo sub-18 (2008):
- Mundial sub-19 (2009):
- Europeo sub-20 (2009):
- Mundial sub-20 (2010):